# Held i Uheld
Held i Uheld er en dansk stumfilm fra 1915, der er instrueret af Lau Lauritzen Sr. efter manuskript af Gurre-Jørgensen.

## Handling
Denne artikel mangler et handlingsreferat. Hjælp os med at skrive det.

## Medvirkende
- Torben Meyer - Fritz Tummel, kontorist
- Svend Kornbeck - Aug. Donner, direktør
- Agnes Andersen - Agathe, en letsindig dame
- Peter Jørgensen